# Прилог
Прѝлогът е общ термин за частица, която определя взаимоотношенията между различните имена в изречението. Прилогът може да бъде предлог (познат на българско-говорящите като например през, под, над и т.н.) или следлог, характерен за натрупващите езици като например турски, фински, японски и т.н.
Тъй като терминът не е познат на българската общественост поради липсата на прилози различни от предлозите в българския и повечето изучавани в България езици, терминът е бил използван в българското езиковедство и с други значения. Част от тях можете да видите в Речника на българския език на БАН.